# Isfjordosaurus
Isfjordosaurus es un género extinto de reptil ictiopterigio que vivió durante el Triásico Inferior. Sus fósiles se han hallado en la isla de Spitsbergen, parte del archipiélago de Svalbard en la costa norte de Noruega. Fue descrito y nombrado formalmente por Ryosuke Motani en 1999 y abarca a una sola especie, Isfjordosaurus minor.